# Ciclobutenă
Ciclobutena este o cicloalchenă (o hidrocarbură ciclică mononesaturată) cu formula chimică C4H6. Este un compus fără aplicații practice.